# Výměnný dámský gambit
Výměnný dámský gambit (ECO označení D35) je šachové zahájení patřící mezi tzv. zavřené hry. Charakterizují ho tahy 1.d4 d5 2.c4 e6 3.cxd5 (možno také 3.Jc3 Jf6 4.cxd5 exd5).

## Strategický plán
Po 5.Sg5 c6 6.Dc2 vzniká na šachovnici „karlovarská struktura“, která dává bílému pěšcovou převahu na středu za cenu ztráty na dámském křídle a nabízí mu dvě pokračování: 1. Bílý se může snažit zúročit svou pěšcovou převahu v centru tahy Jge2 a f3 s pokračováním e4. 2. Bílý může zahájit minoritní pěšcový útok na dámském křídle s myšlenkou vytvoření slabiny na c6.
Pro černého znamená výměna na d5 otevření diagonály pro střelce na c8 a více prostoru pro převod figur na královské křídlo. Strategickým plánem černého je proto logický převod figur na královské křídlo a následný útok na bílého krále.
Výměnný dámský gambit dává bílému jasný strategický plán a lepší pozici do koncovky, za cenu umožnění protihry černého hned od začátku.